# Parafia Matki Bożej Różańcowej w Koprzywnicy
Parafia pw. Matki Bożej Różańcowej w Koprzywnicy – parafia rzymskokatolicka znajdująca się w Koprzywnicy i należąca do  diecezji sandomierskiej w dekanacie Koprzywnica. Erygowana 28 maja 2000. 
Kościół parafialny, pierwotnie późnogotycki z 1470, rozbudowany pod koniec XVII wieku, w połowie XIX wieku został częściowo rozebrany, a pod koniec XIX wieku dobudowano nawę. Mieści się przy Rynku.
Parafia swoim zasięgiem obejmuje:

Ulice Koprzywnicy11 Listopada, Armii Krajowej, Czynowa, Garncarska, Gęsia, Jędrusiów, Klasztorna, Dr. Kopra, Leśna, Mała Koprzywnica, Mały Rynek, Miodowa, Osiecka, Piaskowa, Piłsudskiego, Rynek, Rzeczna, Sandomierska, Tarnobrzeska, Stare Zarzecze
MiejscowościBłonie, Ciszyca, Krzcin, Łukowiec.

## Obiekty sakralne
- Kościół Matki Boskiej Różańcowej w Koprzywnicy
- Kościół pw. Wspomożycielki Wiernych w Łukowcu w Łukowcu
- Kaplica św. Joanny Beretty Molla w Krzcinie.